# Кулагін Михайло Васильович
Михайло Васильович Кулагін (листопад 1900, село Марчуги Московської губернії, тепер Російська Федерація — 31 липня 1956, місто Москва) — радянський діяч, 2-й секретар ЦК КП(б) Білорусії, 1-й секретар Новосибірського обласного комітету ВКП(б). Член Бюро ЦК КП(б) Білорусії (1939—1941). Депутат Верховної Ради СРСР 1—2-го скликань (1937—1950).

## Біографія
Народився в селянській родині. Трудову діяльність розпочав у 1915 році учнем пакувальника на приватному підприємстві в Москві.
У 1918—1922 роках служив у Червоній армії: червоноармієць 39-го Хамовницького робітничого полку. Учасник боїв під Петроградом і на Польському фронті.
У 1922 році працював кочегаром у Москві.
У 1923—1929 роках — міліціонер, дільничний інспектор, помічник начальника робітничо-селянської міліції в Москві.
Член ВКП(б) з липня 1928 року.
У 1929—1933 роках — інструктор, завідувач організаційного відділу, секретар виконавчого комітету Сокольницької районної ради міста Москви. Навчався у вечірньому комуністичному університеті.
У 1933—1934 роках — завідувач агітаційно-масового відділу, завідувач організаційного відділу Ново-Деревенського районного комітету ВКП(б) Московської області.
У 1934—1937 роках — голова виконавчого комітету Ново-Деревенської районної ради Московської області.
У жовтні 1937 — квітні 1938 року — в.о. голови виконавчого комітету Слуцької окружної ради Білоруської РСР.
У квітні — липні 1938 року — голова Організаційного комітету Президії ЦВК — Верховної Ради Білоруської РСР по Мінській області.
У липні 1938 — листопаді 1939 року — заступник голови Ради народних комісарів Білоруської РСР. Одночасно з грудня 1938 по 1 серпня 1939 року — народний комісар землеробства Білоруської РСР.
16 листопада 1939 — травень 1941 року — 2-й секретар ЦК КП(б) Білорусії.
27 травня 1941 — 15 січня 1942 року — 2-й секретар Новосибірського обласного комітету ВКП(б).
15 січня 1942 — 13 січня 1949 року — 1-й секретар Новосибірського обласного комітету ВКП(б).
З 1949 по 1950 рік — слухач курсів перепідготовки при ЦК ВКП(б) у Москві.
У 1950—1953 роках — заступник голови Ради у справах колгоспів при Раді Міністрів СРСР.
У 1953 році — заступник начальника інспекції при міністрові сільського господарства СРСР. У 1953—1954 роках — заступник начальника Головної виробничо-територіальної інспекції Міністерства сільського господарства СРСР. З 1954 року — заступник начальника Головного управління із заповідників і мисливського господарства Міністерства сільського господарства СРСР.
Важко хворів на порушення коронарного кровообігу серця.
Помер 31 липня 1956 року в Москві. Похований на Ваганьковському цвинтарі.

## Нагороди
- два ордени Леніна
- два ордени Трудового Червоного Прапора
- медалі